# Galium monticolum
Galium monticolum là một loài thực vật có hoa trong họ Thiến thảo. Loài này được Sond. mô tả khoa học đầu tiên năm 1865.